# Décès en 906
Décès
- 902
- 903
- 904
- 905
- 906
- 907
- 908
- 909
- 910

Cette page dresse une liste de personnalités mortes au cours de l'année 906 :
- 27 février : Conrad l'Ancien, comte de Lahngau puis duc de Thuringe.

- Andrea da Cantiano (it), archevêque de Milan.
- Dae Wihae, quatorzième roi du royaume de Balhae en Corée.
- Juste de Novalaise, moine de l'abbaye de la Novalaise et martyr.
- Eginolfo (it), évêque de Turin.
- Tughj ibn Juff (en), officier turc.

## Crédit d'auteurs
- Cet article est partiellement ou en totalité issu de l'article intitulé « 906 » (voir la liste des auteurs).